# Robert Sadowski
Robert Sadowski (16 de agosto de 1914 - data de morte desconhecida) foi um futebolista romeno que competiu na Copa do Mundo FIFA de 1938.